# Campeonato Europeo de Remo de 2021
El XV Campeonato Europeo de Remo se celebró en Varese (Italia) entre el 9 y el 11 de abril de 2021 bajo la organización de la Federación Internacional de Sociedades de Remo (FISA) y la Federación Italiana de Remo.
Las competiciones se realizaron en el lago de Varese, al oeste de la ciudad lombarda.

## Medallistas

### Masculino
| Evento                               | Oro | Plata | Bronce |
| ------------------------------------ | --- | --- | --- |
| Scull individual M1X (11.04)         | Oliver Zeidler · Alemania · 6:48,86 | Sverri Nielsen Dinamarca 6:49,97 | Natan Węgrzycki-Szymczyk · Polonia · 6:51,85 |
| Doble scull M2X (11.04)              | Hugo Boucheron Matthieu Androdias Francia 6:12,41 | Melvin Twellaar · Stefan Broenink · Países Bajos · 6:14,66 | John Collins Graeme Thomas Reino Unido 6:14,77 |
| Cuatro scull M4X (11.04)             | Simone Venier · Andrea Panizza · Luca Rambaldi · Giacomo Gentili · Italia · 5:41,09                                                                          | Dirk Uittenbogaard · Abe Wiersma · Tone Wieten · Koen Metsemakers · Países Bajos · 5:42,56 | Jüri-Mikk Udam Allar Raja Tõnu Endrekson Kaspar Taimsoo Estonia 5:45,44 |
| Dos sin timonel M2- (11.04)          | Martin Sinković · Valent Sinković · Croacia · 6:23,37 | Matteo Lodo · Giuseppe Vicino · Italia · 6:24,72 | Martin Mačković Miloš Vasić Serbia 6:25,58 |
| Cuatro sin timonel M4- (11.04)       | Oliver Cook Matthew Rossiter Rory Gibbs Sholto Carnegie Reino Unido 5:56,49                                                                                  | Mihăiță Țigănescu · Mugurel Semciuc · Ștefan Berariu · Cosmin Pascari · Rumania · 5:58,34 | Marco Di Costanzo · Giovanni Abagnale · Bruno Rosetti · Matteo Castaldo · Italia · 5:59,42                                                                                        |
| Ocho con timonel M8+ (11.04)         | Joshua Bugajski Jacob Dawson Thomas George Mohamed Sbihi Charles Elwes Oliver Wynne-Griffith James Rudkin Thomas Ford Henry Fieldman (t) Reino Unido 5:30,86 | Alexandru Chioseaua · Florin Lehaci · Constantin Radu · Sergiu Bejan · Vlad-Dragoș Aicoboae · Constantin Adam · Florin Arteni-Fîntînariu · Ciprian Huc · Adrian Munteanu (t) · Rumania · 5:31,42 | Bjorn van den Ende · Ruben Knab · Jasper Tissen · Simon van Dorp · Maarten Hurkmans · Bram Schwarz · Mechiel Versluis · Robert Lücken · Eline Berger (t) · Países Bajos · 5:32,25 |
| Scull individual ligero LM1X (11.04) | Péter Galambos · Hungría · 7:01,52 | Gabriel Soares · Italia · 7:03,63 | Artur Mikołajczewski · Polonia · 7:03,83 |
| Doble scull ligero LM2X (11.04)      | Fintan McCarthy Paul O'Donovan Irlanda 6:18,14 | Jonathan Rommelmann · Jason Osborne · Alemania · 6:19,94 | Stefano Oppo · Pietro Ruta · Italia · 6:21,05 |
| Cuatro scull ligero LM4X (11.04)     | Martino Goretti · Antonio Vicino · Patrick Rocek · Niels Torre · Italia · 5:52,06                                                                            | Benjamin David Baptiste Savaete Victor Marcelot Ferdinand Ludwig Francia 5:52,08 | Koen van Brussel · Vincent Goris · Lay de Jong · Ward van Zeijl · Países Bajos · 6:0162                                                                                           |
| Dos sin timonel ligero LM2- (11.04)  | Bence Szabó · Kálmán Furkó · Hungría · 6:48,48 | Simone Mantegazza · Simone Fasoli · Italia · 6:57,57 | Serghei Abramov Dmitrii Zincenco Moldavia 7:18,45 |

### Femenino
| Evento                               | Oro | Plata | Bronce |
| ------------------------------------ | --- | --- | --- |
| Scull individual W1X (11.04)         | Hanna Prakatsen · Rusia · 7:29,76 | Victoria Thornley Reino Unido 7:36,17 | Jeannine Gmelin · Suiza · 7:37,10 |
| Doble scull W2X (11.04)              | Nicoleta-Ancuța Bodnar · Simona Radiș · Rumania · 6:49,84 | Donata Karalienė · Milda Valčiukaitė · Lituania · 6:53,33 | Holly Nixon Saskia Budgett Reino Unido 6:55,13 |
| Cuatro scull W4X (11.04)             | Laila Youssifou · Inge Janssen · Olivia van Rooijen · Nicole Beukers · Países Bajos · 6:22,82 | Mathilda Hodgkins-Byrne Hannah Scott Charlotte Hodgkins-Byrne Lucy Glover Reino Unido 6:23,24                                                                                              | Daniela Schultze · Carlotta Nwajide · Frieda Hämmerling · Franziska Kampmann · Alemania · 6:25,20 |
| Dos sin timonel W2- (11.04)          | Helen Glover Polly Swann Reino Unido 7:02,73 | Adriana Ailincăi · Iuliana Buhuș · Rumania · 7:03,02 | Aina Cid · Virginia Díaz Rivas · España · 7:03,75 |
| Cuatro sin timonel W4- (11.04)       | Elisabeth Hogerwerf · Karolien Florijn · Ymkje Clevering · Veronique Meester · Países Bajos · 6:27,51                                                                                             | Aifric Keogh Eimear Lambe Fiona Murtagh Emily Hegarty Irlanda 6:27,96 | Rowan McKellar Harriet Taylor Karen Bennett Rebecca Shorten Reino Unido 6:31,27 |
| Ocho con timonel W8+ (11.04)         | Maria-Magdalena Rusu · Viviana-Iuliana Bejinariu · Georgiana Dedu · Maria Tivodariu · Ioana Vrînceanu · Amalia Bereș · Mădălina Bereș · Denisa Tîlvescu · Daniela Druncea (t) · Rumania · 6:06,67 | Elsbeth Beeres · Nika Vos · Dieuwertje den Besten · Marloes Oldenburg · Hermine Drenth · Tinka Offereins · Aletta Jorritsma · Karien Robbers · Dieuwke Fetter (t) · Países Bajos · 6:09,98 | Yelena Daniliuk · Yelizaveta Kovina · Yekaterina Potapova · Anastasiya Tijanova · Olga Zaruba · Anna Karpova · Yekaterina Sevostianova · Yelizaveta Korniyenko · Yelizaveta Krylova (t) · Rusia · 6:14,40 |
| Scull individual ligero LW1X (11.04) | Alena Furman · Bielorrusia · 7:41,81 | Gianina-Elena Beleagă · Rumania · 7:45,80 | Claire Bové Francia 7:48,79 |
| Doble scull ligero LW2X (11.04)      | Valentina Rodini · Federica Cesarini · Italia · 6:58,66 | Emily Craig Imogen Grant Reino Unido 6:59,56 | Marieke Keijser · Ilse Paulis · Países Bajos · 7:01,13 |

## Medallero
| Núm. | País         | Oro | Plata | Bronce | Total |
| ---- | ------------ | --- | ----- | ------ | ----- |
| 1    | Reino Unido  | 3   | 3     | 3      | 9     |
| 2    | Italia       | 3   | 3     | 2      | 8     |
| 3    | Rumania      | 2   | 4     | 0      | 6     |
| 4    | Países Bajos | 2   | 3     | 3      | 8     |
| 5    | Hungría      | 2   | 0     | 0      | 2     |
| 6    | Alemania     | 1   | 1     | 1      | 3     |
| 6    | Francia      | 1   | 1     | 1      | 3     |
| 8    | Irlanda      | 1   | 1     | 0      | 2     |
| 9    | Rusia        | 1   | 0     | 1      | 2     |
| 10   | Bielorrusia  | 1   | 0     | 0      | 1     |
| 10   | Croacia      | 1   | 0     | 0      | 1     |
| 12   | Dinamarca    | 0   | 1     | 0      | 1     |
| 12   | Lituania     | 0   | 1     | 0      | 1     |
| 14   | Polonia      | 0   | 0     | 2      | 2     |
| 15   | España       | 0   | 0     | 1      | 1     |
| 15   | Estonia      | 0   | 0     | 1      | 1     |
| 15   | Moldavia     | 0   | 0     | 1      | 1     |
| 15   | Serbia       | 0   | 0     | 1      | 1     |
| 15   | Suiza        | 0   | 0     | 1      | 1     |
|      | TOTAL        | 18  | 18    | 18     | 54    |